# Église Saint-Jean-Baptiste de Long
Pour les articles homonymes, voir Église Saint-Jean-Baptiste.
L'église Saint-Jean-Baptiste est une église catholique située à Long, dans le département de la Somme, dans la basse vallée de la Somme. en France.

## Historique

### Existence d'une église duXIIesièclereconstruite auXVesiècle
Une église fut construite en pierre au XIIe siècle, elle fut reconstruite au XVe. Cette église se composait d'une nef basse flanquée d'un seul bas-côté et terminée par un chœur de style gothique flamboyant à pans coupés voûté en pierre.

### Construction d'une nouvelle église auXIXesiècle
En 1841, la commune décida de remplacer l'édifice vétuste par une église plus vaste de style néogothique. Construite de 1846 à 1851 sur les plans de l'architecte abbevillois Hyacinthe Vimeux, c'est l'un des premiers édifices néogothiques de Picardie. Seul le clocher-porche des XVIe – XVIIe siècles avec sa flèche fut conservé.
L'édifice a été classé au titre des monuments historiques en 2006.

## Caractéristiques

### Extérieur
L'église de Long, de style néogothique, est construite en pierre, selon un plan basilical traditionnel. La nef avec bas côtés se prolonge par un chœur avec abside polygonale. L'édifice qui ne possède pas de transept est couvert d'ardoise.
Le clocher-porche en pierre domine la façade ouest percée de trois portails. Il est surmonté d'une flèche en pierre.

### Intérieur

#### Mobilier
La décoration intérieure est très largement l’œuvre des frères Duthoit : chapiteaux des colonnes, maître-autel, autels latéraux, stalles, chaire, confessionnaux, fonts baptismaux.

vitraux
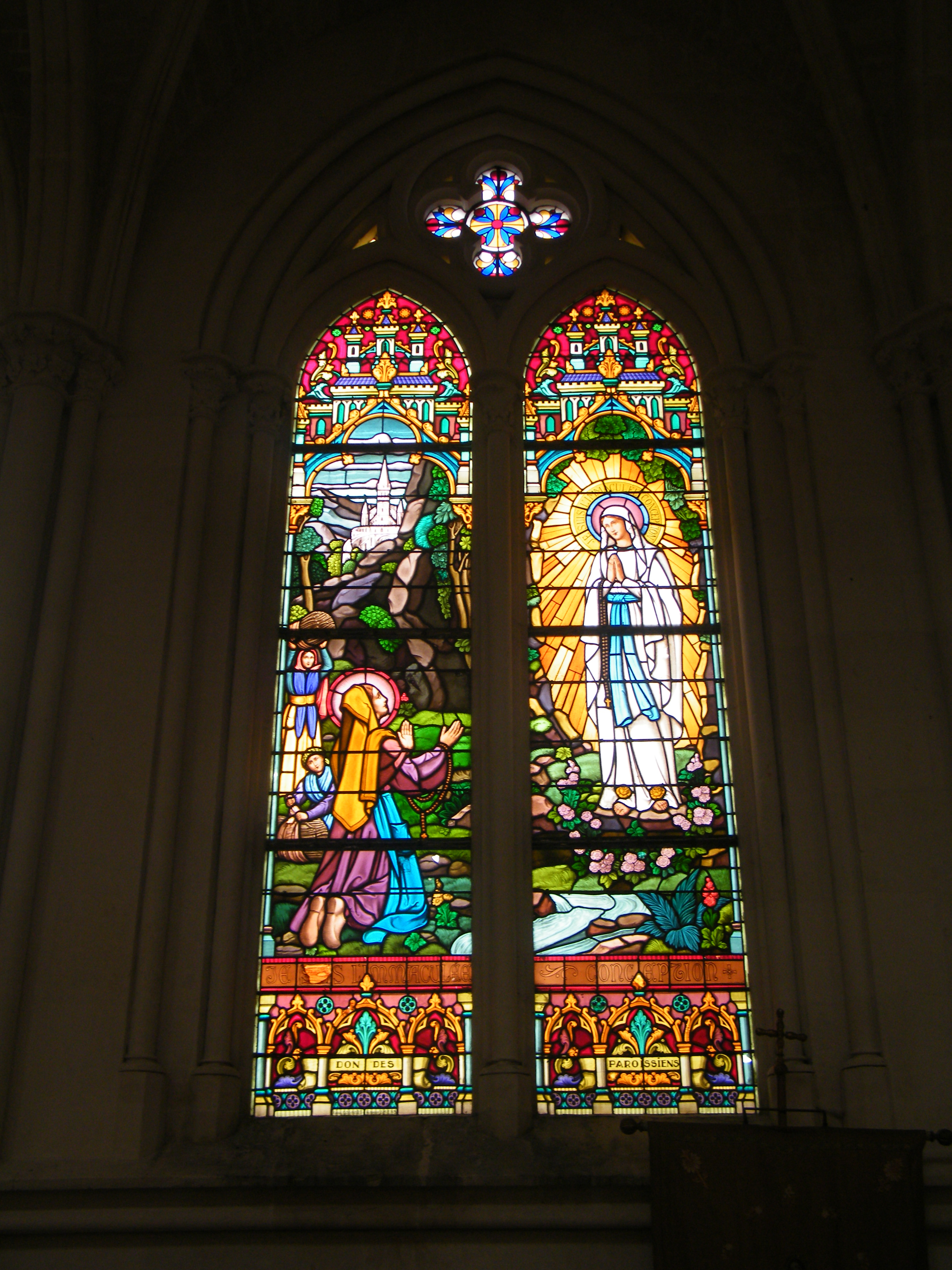
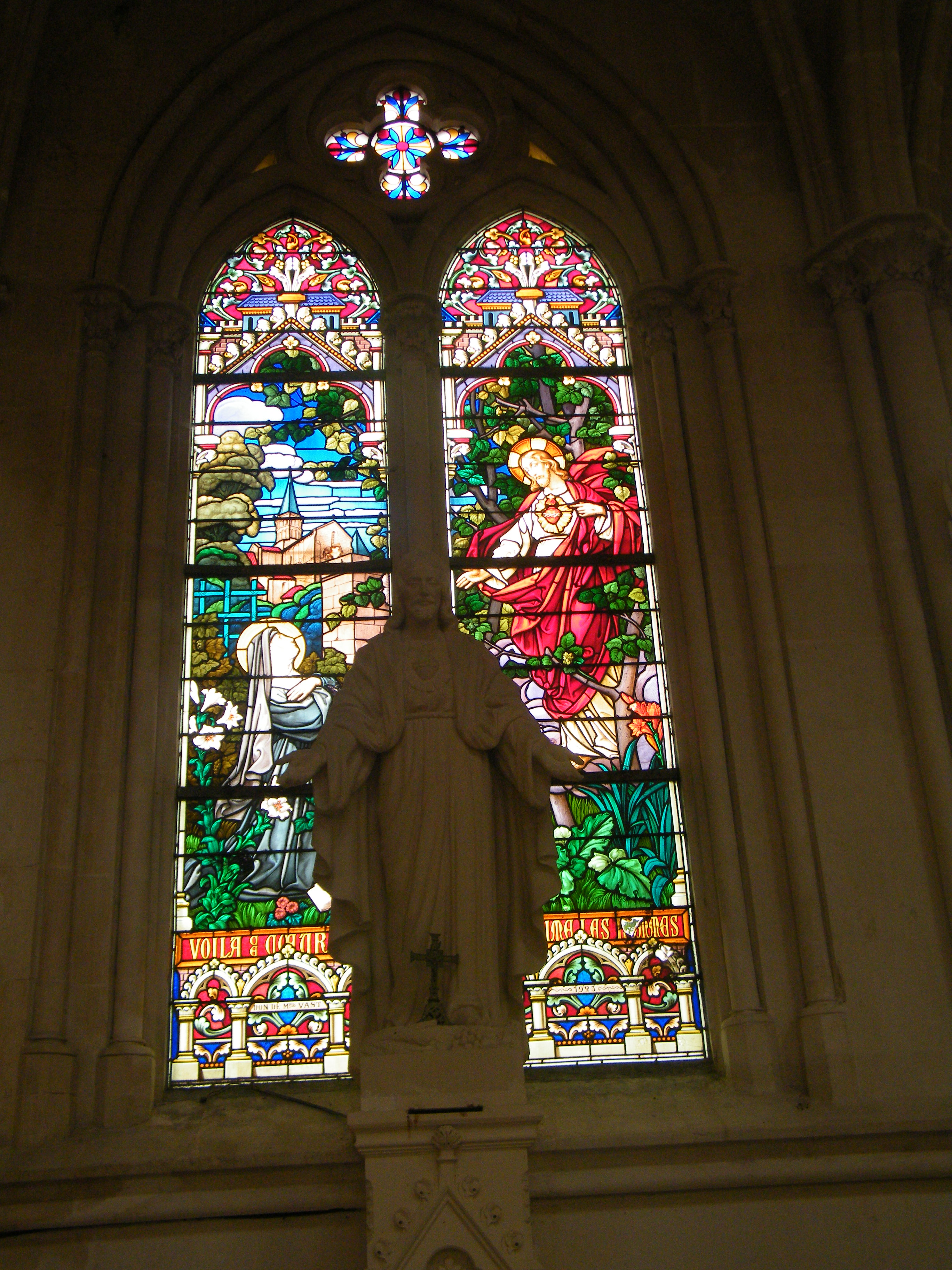
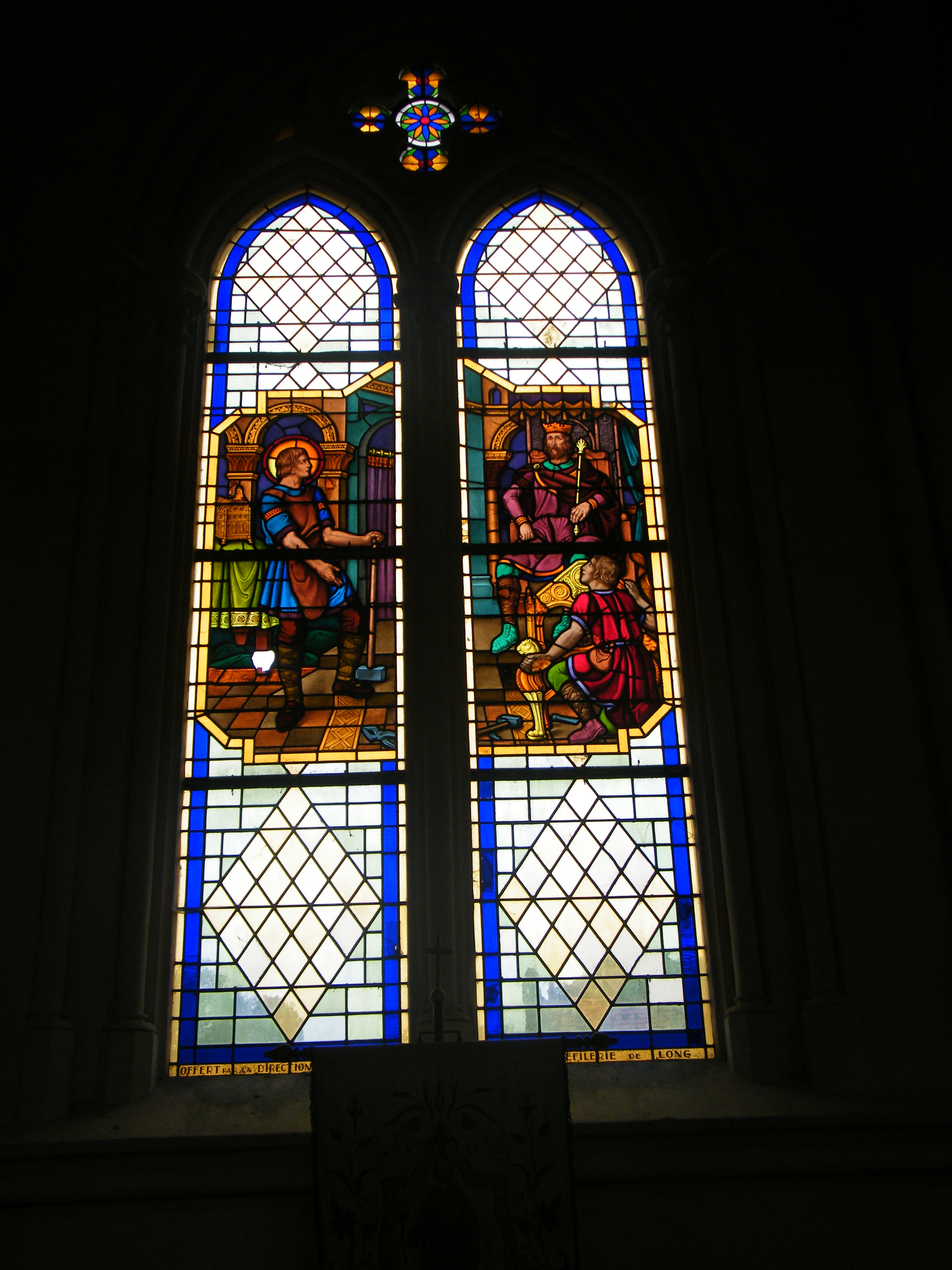

Les vitraux du chœur évoquent, au centre, la vie de Saint Jean-Baptiste et, sur les côtés, les quatre évangélistes; ils sont l’œuvre de Stéphane Bazin.

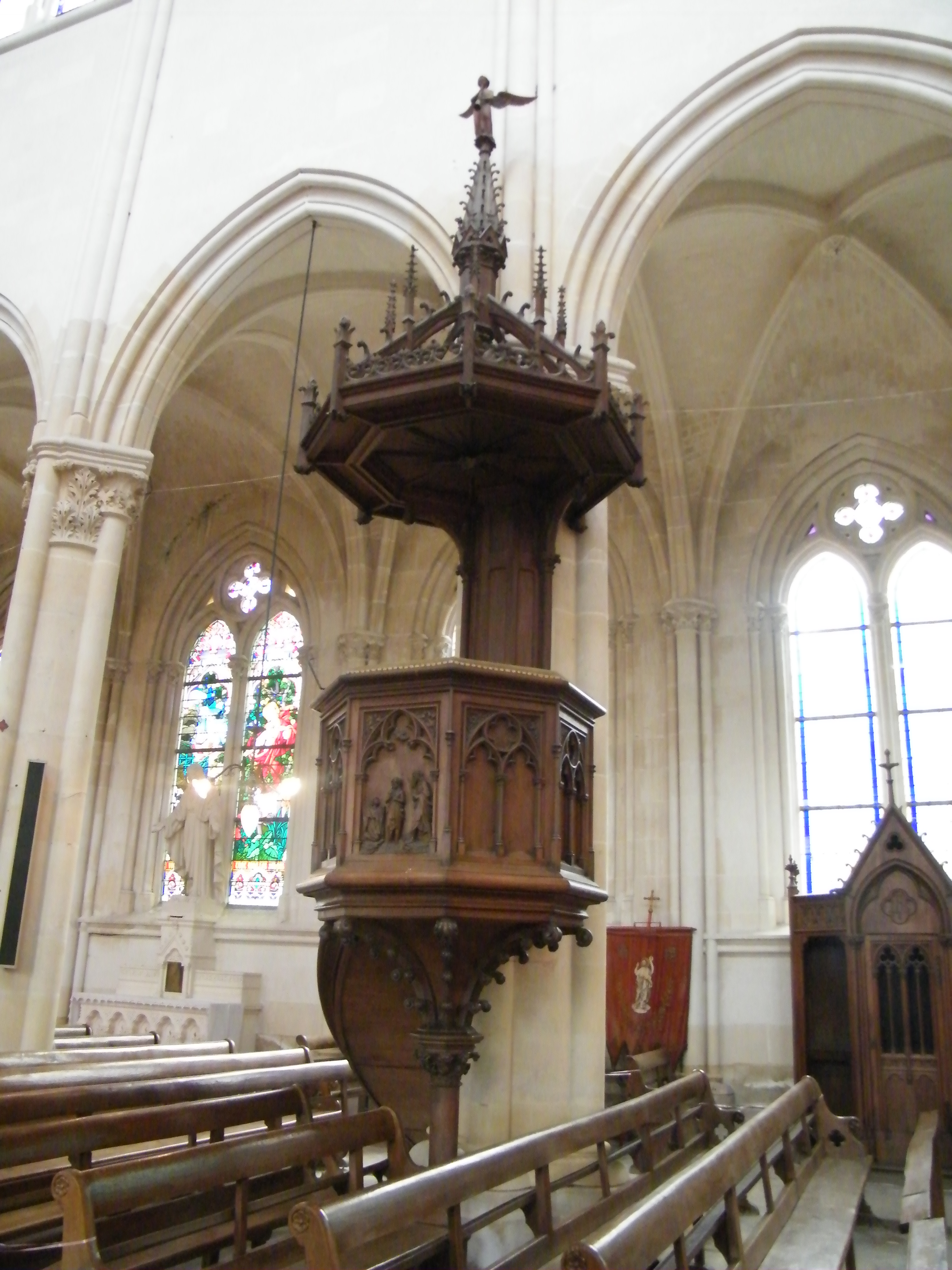
La chaire à précher.
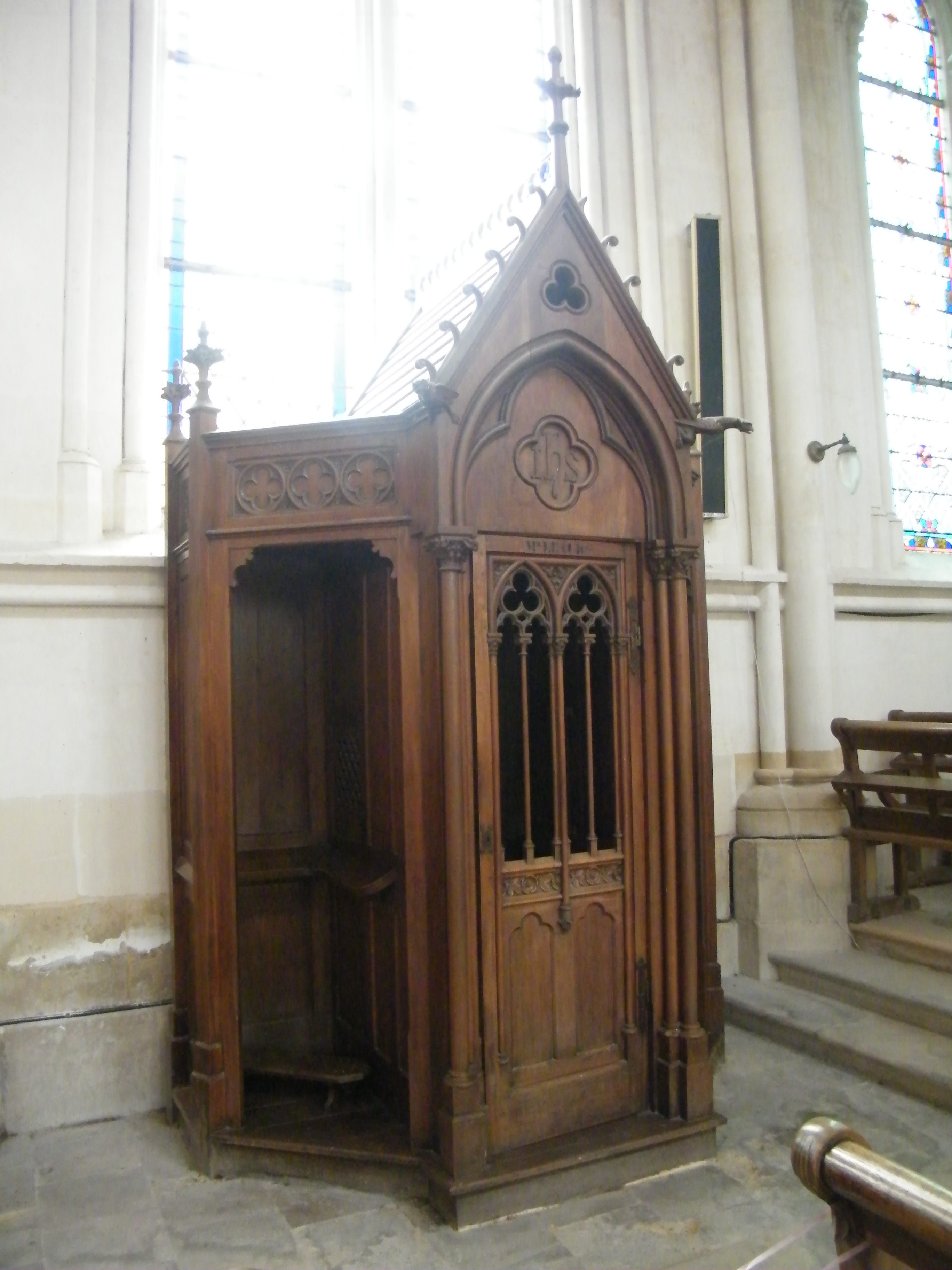
Le confessionnal.
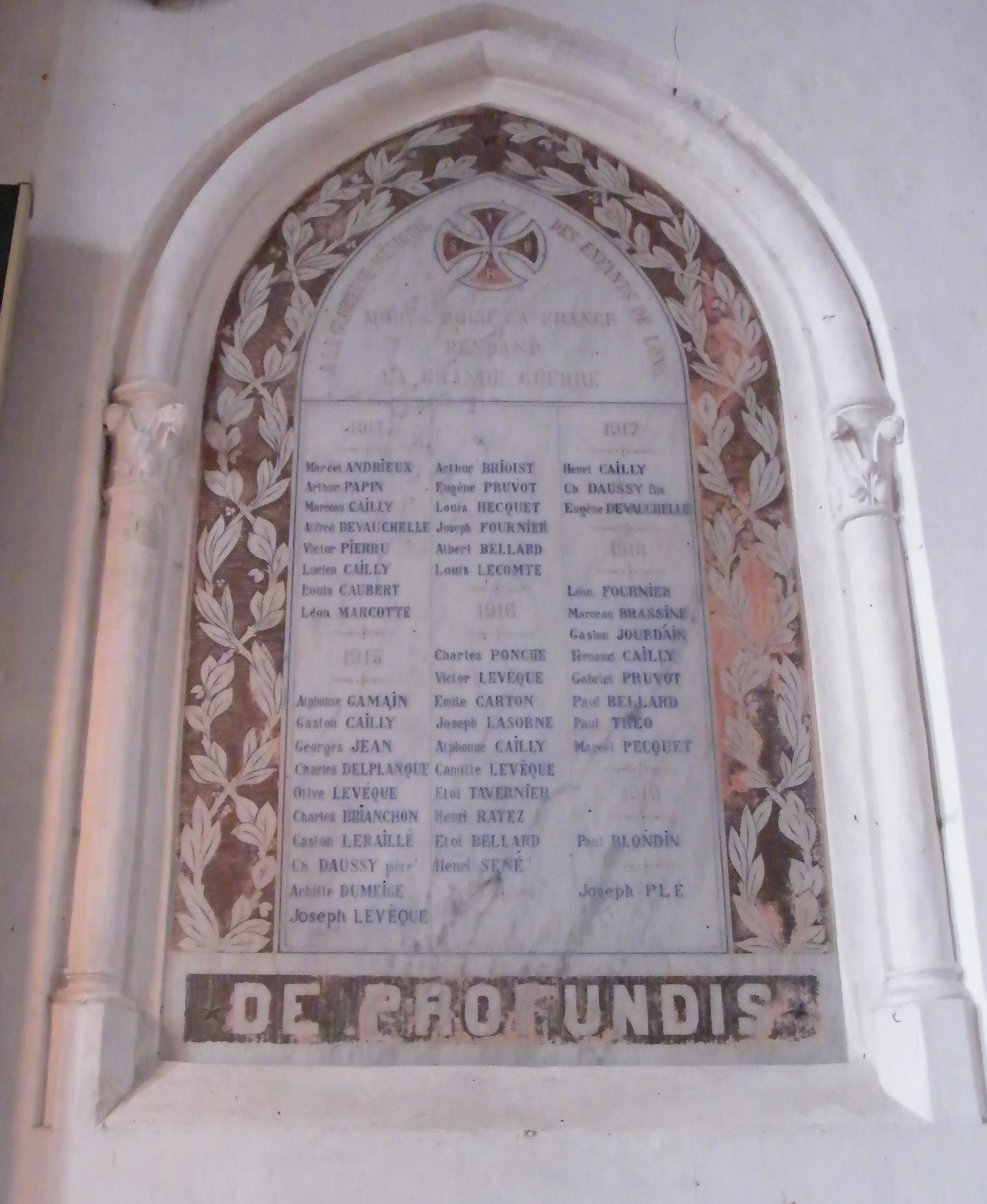
Les victimes de la Grande Guerre.
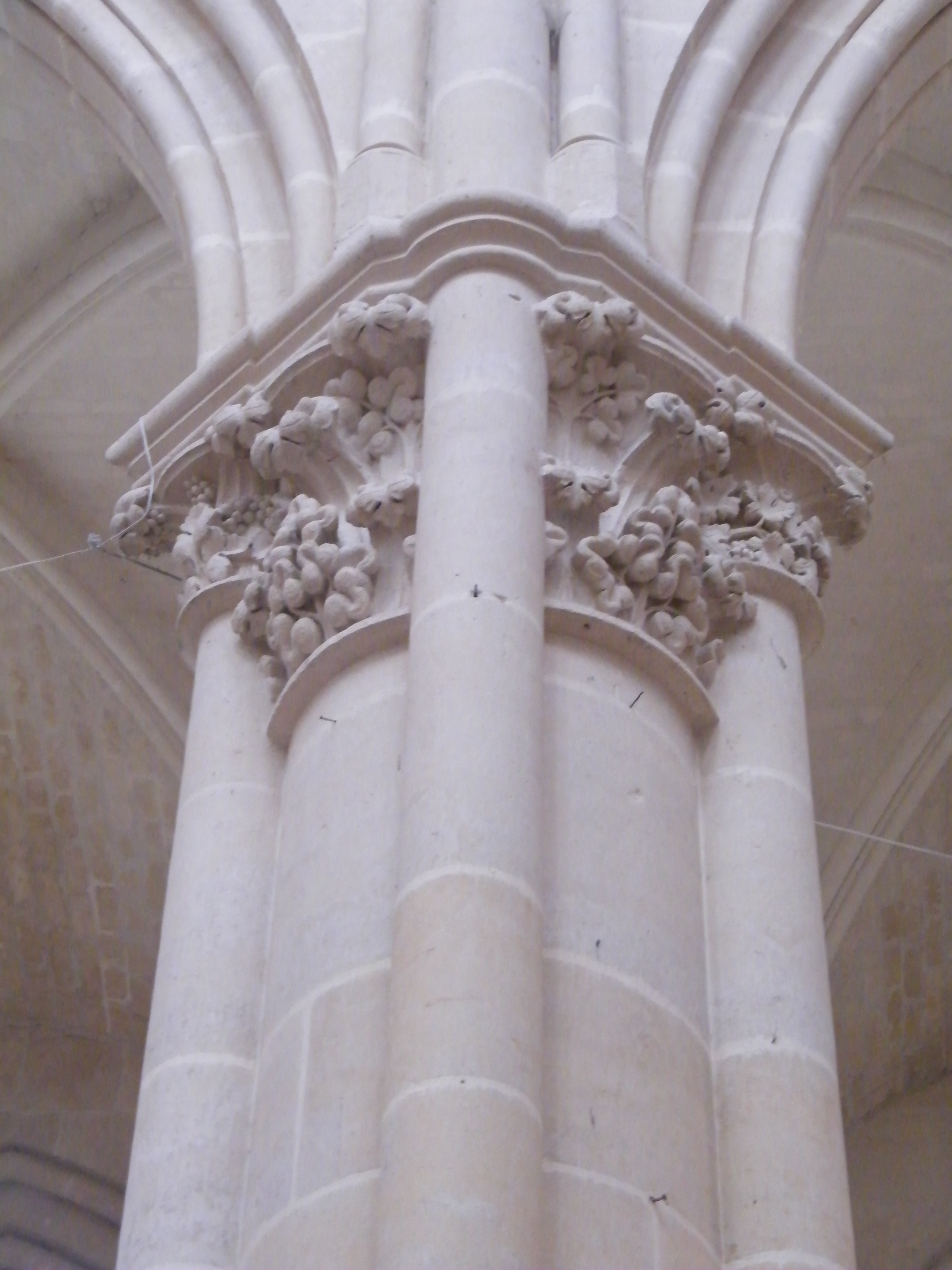
Chapiteau sculpté.

#### Orgue
La pièce maîtresse de l'édifice est l'orgue construit par Aristide Cavaillé-Coll en 1876. L'instrument neuf fut livré en décembre 1877 (opus 478) pour 22 000 francs sans buffet. Comportant 20 jeux (17 jeux réels plus trois pédales en emprunt), 1 142 tuyaux, avec deux claviers de 56 notes et un pédalier de 30 notes, cet orgue a la particularité de posséder un violoncelle de 16.
Le buffet d'orgue en chêne, de style néo-gothique, a été conçu par l'architecte Victor Delefortrie en 1874 et réalisé en 1877 par le sculpteur et ébéniste lillois, Charles Buisine-Rigot. 
L'orgue de Long a été relevé en 1989 par Laurent Plet, facteur d'orgues à Troyes (Aube).
Le buffet d'orgue a été classé monument historique, au titre d'objet, le 20 septembre 1982. L'instrument a été classé monument historique, au titre d'objet, le 25 août 1986.
À partir du 3 octobre 2022, l'orgue est l'objet d'une campagne de relevage par Pierre-Adrien Plet avec le démontage et le nettoyage des centaines de tuyaux en alliage de plomb et d'étain dans l'atelier Plet dans le département de l'Aube. les cinquante tuyaux en bois rouge seront nettoyés sur place. La fin du chantier est prévu pour le printemps 2023.

Intérieur
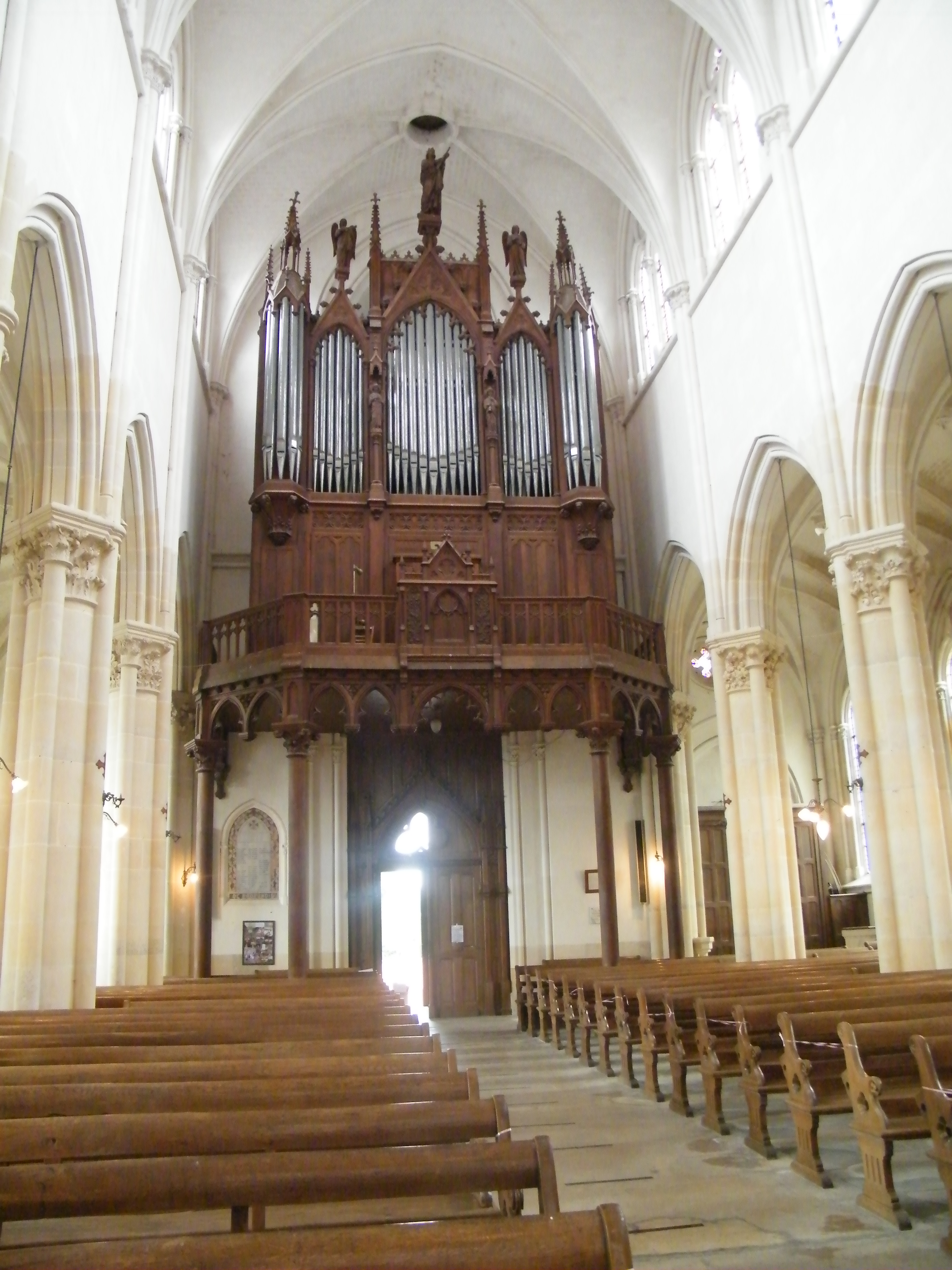
L'orgue de tribune.
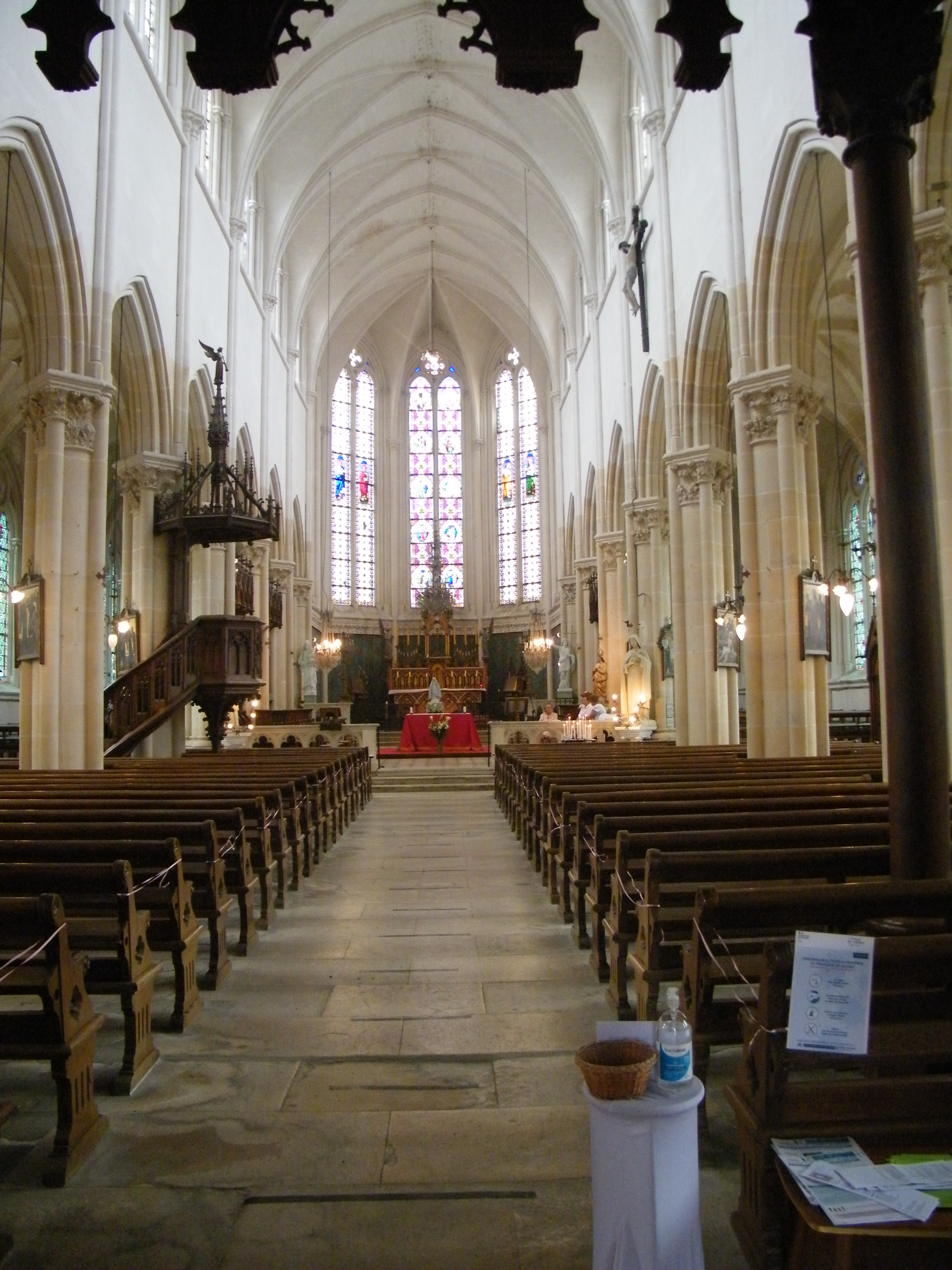
Vue d'ensemble.
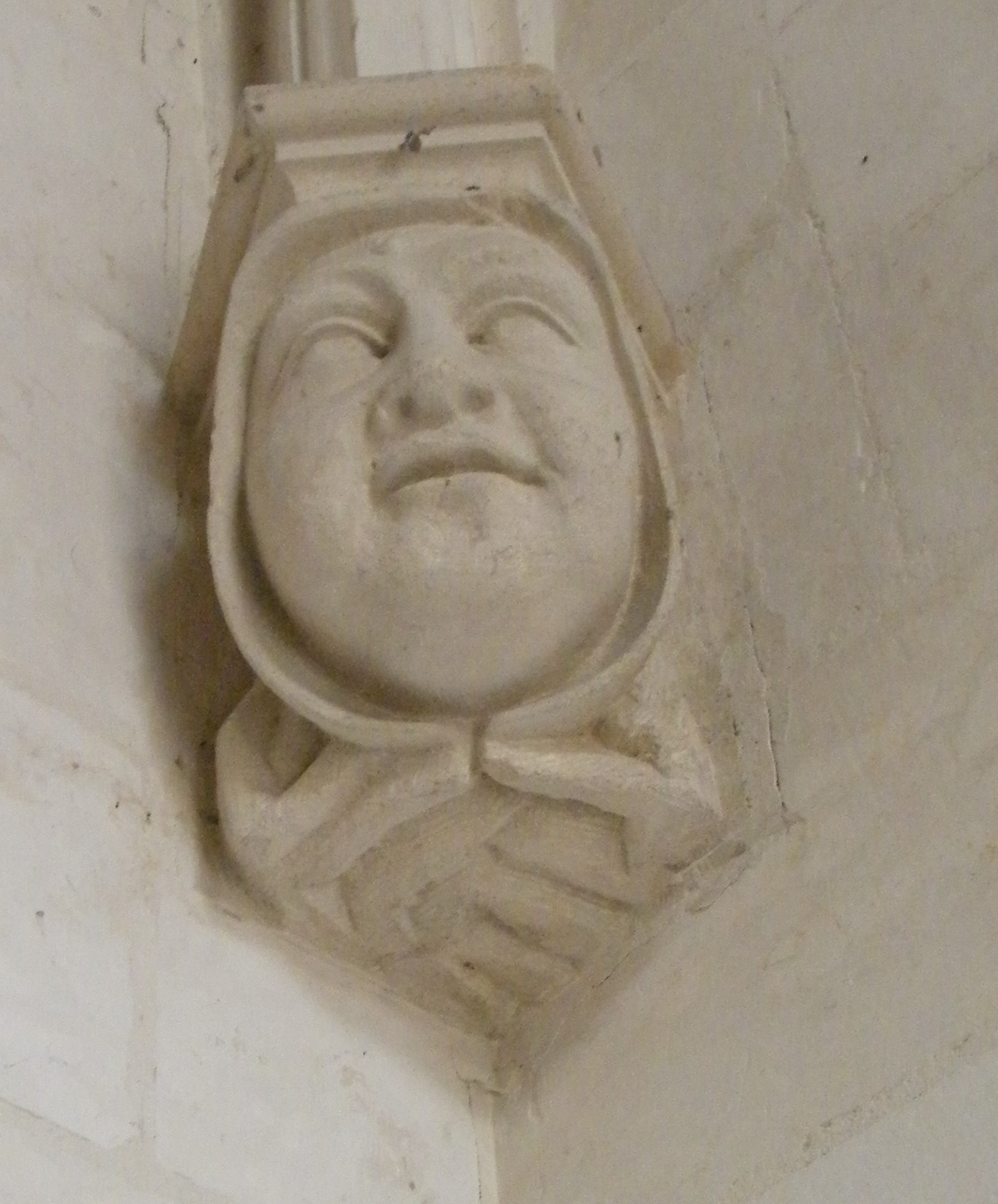
Sculpture sous le clocher.
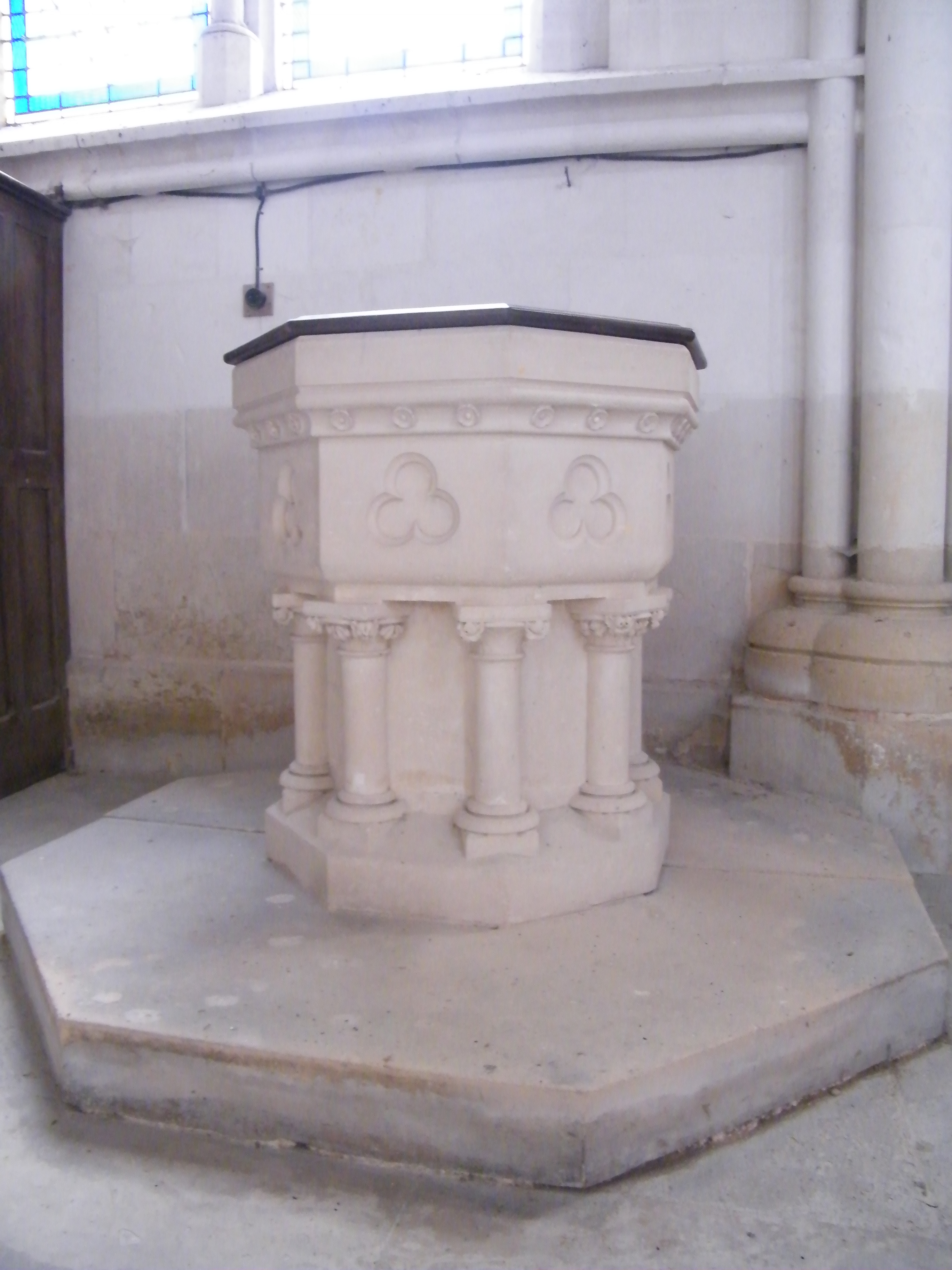
Fonts baptismaux.